# Muta Mayola
Muta Mayola, nacido hacia 1885 en el África Ecuatorial Francesa y fallecido hacia 1960 en Léopoldville, es uno de los escultores africanos más importantes del siglo XX, considerado el padre de la escultura congoleña moderna.
No tenemos información precisa sobre los orígenes del escultor. Habiendo comenzado como escultor tradicional Téké en el pueblo de Kingoma, su virtuosismo lo llevó a la atención del poder colonial a partir de la década de 1930.

## Biografía
A partir de 1930, fue en el pueblo teké de Kingoma (hoy Massengo), a una docena de kilómetros de la capital Brazzaville, donde Mayola firmó lo que Jean-Luc Aka Evy llamó el primer encuentro congoleño moderno entre la imaginación urbana y la madera.
Rodeado de numerosos alumnos que desarrollaron el estilo que él había originado, introdujo en la escultura a sus sobrinos Grégoire Massengo y Benoit Konongo . Durante cuatro décadas perpetuarán y desarrollarán este patrimonio y, a su vez, lo transmitirán a un gran número de escultores. Hoy en día se les considera los padres de la escultura congoleña moderna.

### Leopoldoville
Hacia 1945, Charles Lejeune, primer asegurador del Congo Belga, buscaba un escultor tradicional africano para encargarse de la decoración de la vasta propiedad que acababa de comprar al barón Antoine Allard, artista belga. Al encontrar a los escultores de Léopoldville demasiado contaminados por las influencias occidentales, cruzó el río y reclutó a Muta Mayola, cuya reputación le había llegado. El escultor y dos de sus hijos, Maurice y Célestin, se instalaron pues en Lejeune, al oeste de Léopoldville, en La Corniche de N'Galiema, cerca de Rhodeby. Allí pasaron al menos siete años transformando la mansión del barón Allard en una auténtica obra de arte.
La residencia de Charles Lejeune fue objeto de varios reportajes que pusieron de relieve las esculturas de Mayola y que luego le valieron notoriedad internacional. En 1952, Marion Johnson les dedicó un ensayo en la revista The studio, Congolese and Roman Sculpture. : UNA COMPARACIÓN. Los Mayolas trabajan con las herramientas más primitivas. : un cuchillo pequeño, un trozo de vidrio roto y un pequeño martillo de madera. Dibujan los patrones de su relieve directamente sobre la madera con una velocidad asombrosa, y su sentido de la composición es realmente notable. ; Motivos humanos, animales, florales y rara vez geométricos se combinan con una felicidad extraordinaria. La evidente espontaneidad de su inspiración hace aún más notable el parecido entre su trabajo y el de los artesanos europeos medievales. Primero me llamó la atención la similitud entre el estilo alargado y el agrupamiento de sus figuras y las de las esculturas románicas (en particular, el famoso escritorio de Freudenstadt), y luego los propios motivos utilizados. ; que eran versiones ligeramente más ornamentadas de las palmetas y espirales de enredaderas de diseño medieval. Ella escribe . Este ensayo fue objeto de varios artículos que elogiaban el buen gusto de la aseguradora Lejeune en la prensa colonial belga.
También en 1952, Mayola ganó el primer premio de escultura en la feria de arte de Léopoldville por un busto de wengué.
Creó una escuela de escultura en Léopoldville a principios de los años 50, que se caracteriza principalmente por el uso de madera de wengué para representar personajes figurativos típicamente congoleños.

## Influencia
Tras su partida al Congo Belga, sus sobrinos Grégoire Massengo y Benoit Konongo se hicieron cargo de su taller en Kingoma, rodeados de numerosos estudiantes. Evolucionaron el estilo creado por Mayola y rápidamente se convirtieron en escultores famosos en toda África. Por su parte, Muta Mayola formó a un gran número de alumnos en su escuela de Léopoldville. Su influencia se encuentra en la producción de numerosos talleres de escultura congoleños, pero también en Camerún, Gabón, Chad, Senegal y, en particular, en toda la escultura artesanal del África francófona. Pero no se quedó ahí ya que su influencia también se hace patente en la producción de determinados talleres kenianos y sudafricanos. Se trata pues de decenas, incluso centenares de miles de esculturas africanas que reflejan la influencia de Muta Mayola, sin duda el escultor congoleño más influyente del siglo XX.

## Posteridad
La mayoría de las esculturas firmadas por Muta Mayola y sus discípulos han salido del Congo y se conservan en colecciones privadas occidentales. Según Jean-Luc Aka Evy, que ofrece una historia de la escultura congoleña en un artículo de 2010, Las artes en el crisol del pensamiento congoleño contemporáneo, hoy lamentablemente es imposible encontrar las obras de este artista, la mayoría de las cuales fueron “ comprado » o cedido a los jefes territoriales téké.
Aunque su nombre sigue siendo muy conocido en ambos Congos, Mayola sólo es conocido por un pequeño número de coleccionistas occidentales. En un artículo publicado en 2023, Jonathan Bougard presenta los resultados de su investigación sobre el escultor, concretamente ocho esculturas firmadas por Mayola encontradas entre Francia, Bélgica y Estados Unidos. También elabora una lista de escultores congoleños identificados como pertenecientes a la escuela Mayola. : Lo asociamos con sus sobrinos Massengo y Konongo, sus alumnos más famosos, así como con Edouard Malonga. Hay que sumar a sus hijos y a veces a sus nietos, como hoy Guinel y Brice Massengo. Luego están, por supuesto, los propios hijos de Papa Mayola, Maurice y Célestin, que trabajaron como escultores. Entre los representantes más eminentes de esta escuela, hay que mencionar también a Joseph Bansimba, Daniel Bouesso, M Bondji, Deskobet, Joachim Babindamana, Joseph Bimboulou, André Louya, Dominique Ntembe, Basile Manzouna, Joseph Nketelela, Koua Koua, Moukala, Bernard Mouanga Nkodia., Julien Diandaha, Pierre Malanda y Joseph Mabiala. Todos eran escultores reconocidos con taller propio y numerosos aprendices..

## Videografía
En 2022, Jonathan Bougard y Gilles Broussaud dedicarán una serie de cortometrajes documentales a La escuela de Muta Mayola.

## Galería

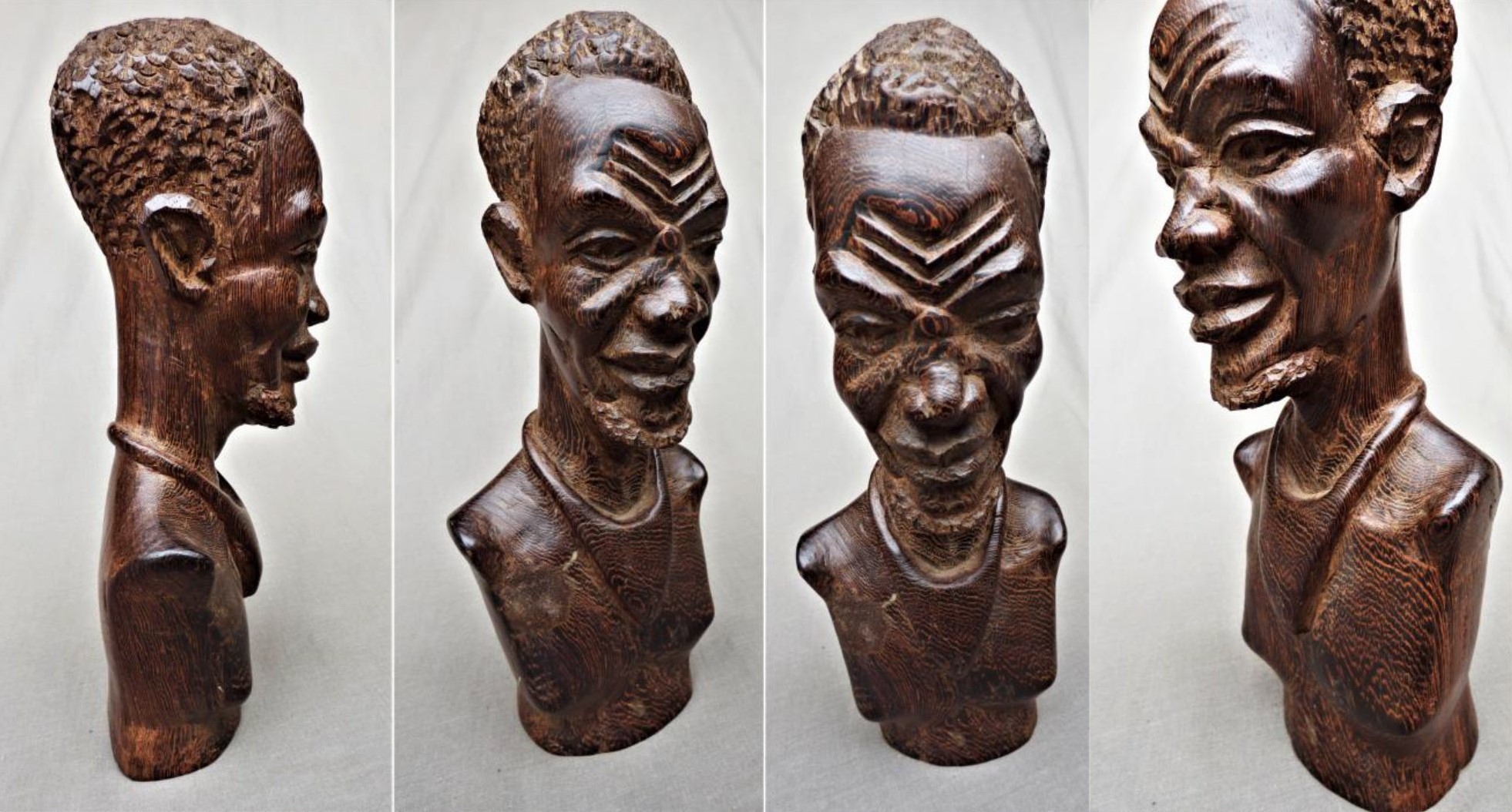
Busto de Muta Mayola en wengué de un hombre sonriente firmado Mayola debajo de la base.

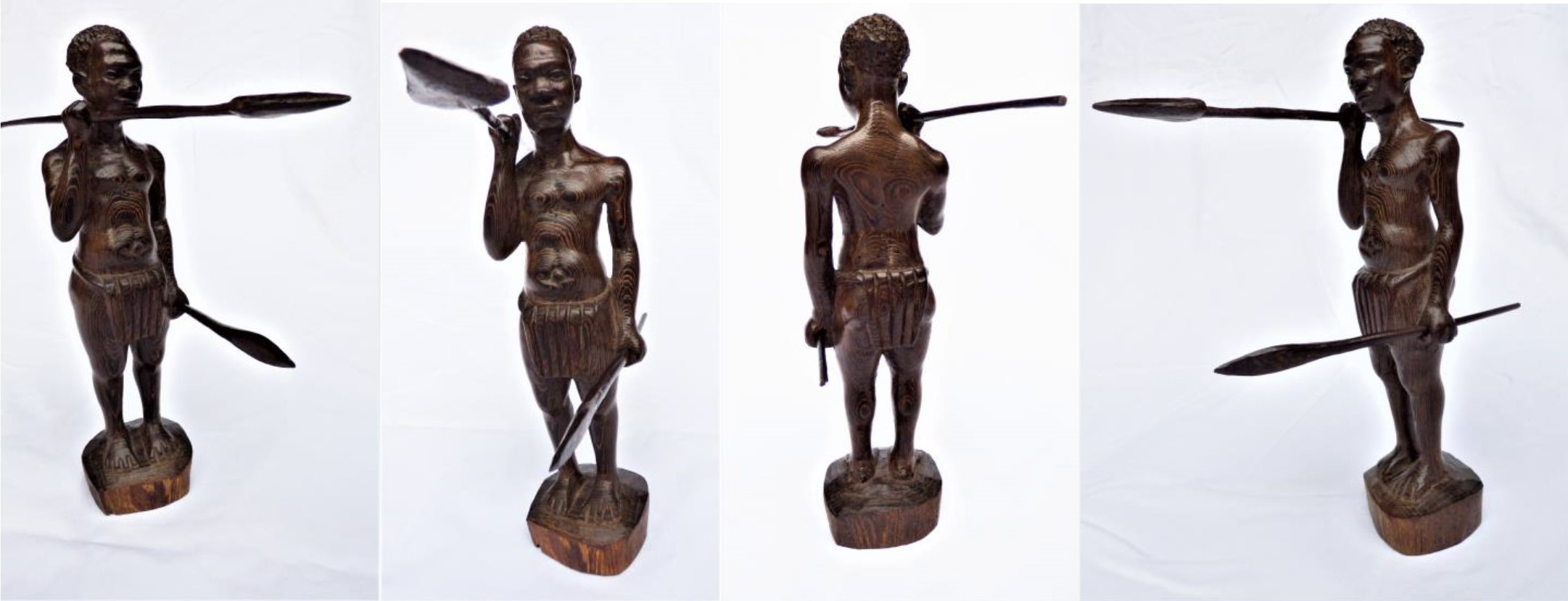
Muta Mayola Guerrera congoleña en wengué firmada Mayola bajo la base, Léopoldville hacia 1950.

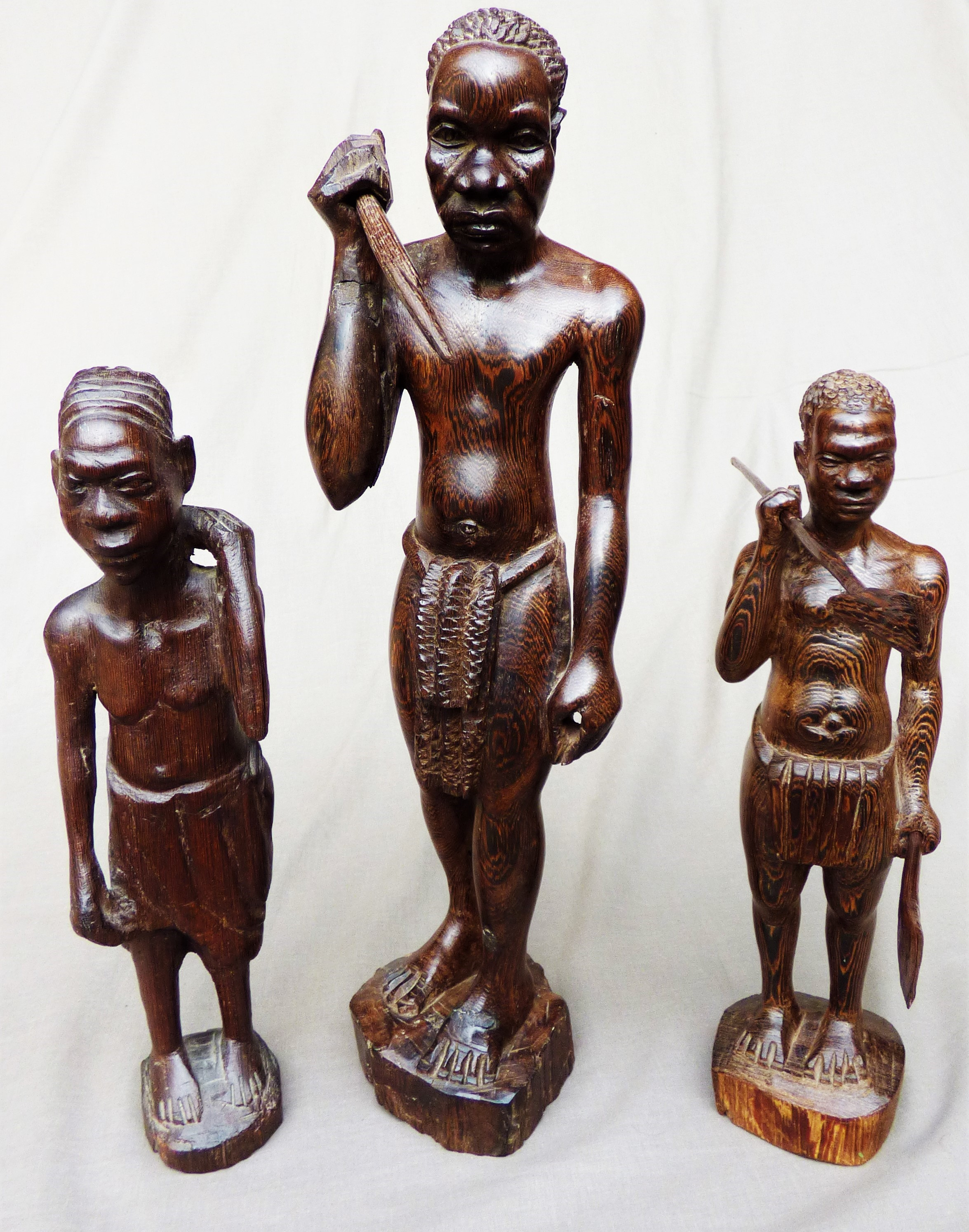
Muta Mayola Los guerreros congoleños en wengué firmaron Mayola debajo de la base.

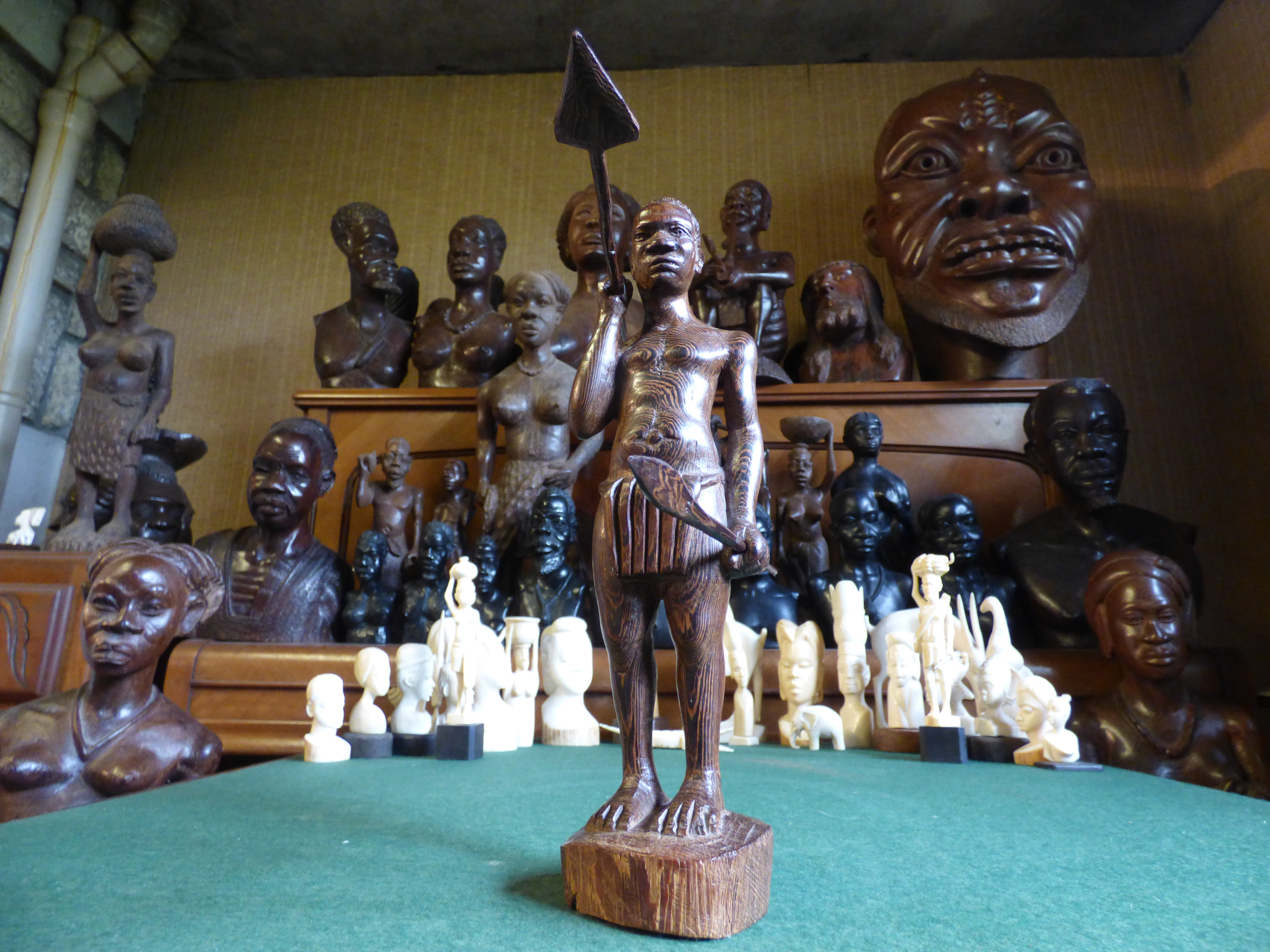
Muta Mayola Guerrera congoleña en wengué firmada Mayola bajo la base.